# Coördinatenmeetmachine

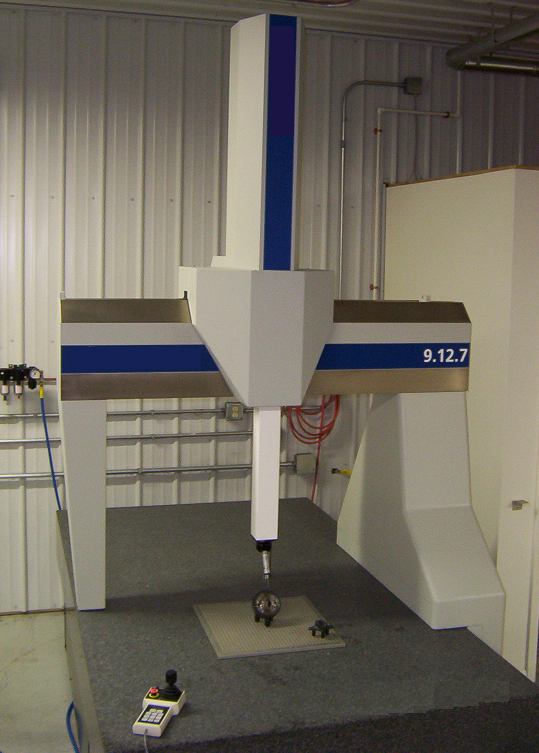
Coördinatenmeetmachine

Een coördinatenmeetmachine (CMM) wordt gebruikt om een object driedimensionaal te meten en digitaliseren.
In principe bestaat een CMM uit een taster, die met een kleine kracht tegen een object aanstoot, en bij het bereiken van een ingestelde kracht als aandrukkracht een meetpunt registreert. Deze taster wordt over drie assen (hand) gestuurd verplaatst. Over de verplaatsingsassen wordt dan ook de verplaatsing afgelezen.